# Юэн, Джозеф Эндорфер
Джо́зеф Эндо́рфер Ю́эн (англ. Joseph Andorfer Ewan, 1909—1999) — американский ботаник, библиограф и историк ботаники.

## Биография
Джозеф Юэн родился 24 октября 1909 года в Филадельфии. Мать, Эмма Магилл Юэн, умерла в 1911 году, мальчик воспитывался в семье тёти по отцовской линии Сары Серанн и её мужа Джона Льюиса Эндорфера, живших в Нью-Джерси. В 1912 году семья переехала в Лос-Анджелес. В 1928 году Джозеф поступил в Калифорнийский университет в Лос-Анджелесе, в 1933 году перешёл в Университет в Беркли. В 1934 году окончил его со степенью бакалавра.
В 1933—1937 годах Юэн был ассистентом профессора Уиллиса Линна Джепсона при подготовке A flora of California. В августе 1935 года Джозеф женился на Аде Несте Данн, с которой познакомился в университете.
С 1937 года Юэн работал инструктором по биологии в Колорадском университете в Боулдере, читал курсы в Колорадском университете в Денвере, в свободное время путешествовал по горам.
Во время Второй мировой войны Юэн был отправлен в Колумбию для поиска источника хинина — коры хинного дерева. В 1945 году он также посетил Венесуэлу и Тринидад.
После кратковременной работы в Смитсоновском институте (1945—1946) и Бюро фитоиндустрии в Мэриленде (1946—1947) в 1947 году Джозеф Юэн стал ассистентом ботаники в Тулейнском университете в Новом Орлеане. В 1952 году стал доцентом, в 1957 году — профессором ботаники. В 1977 году принял звание почётного профессора.
В 1954—1955 годах Юэн по Гуггенхаймской стипендии находился в Британском музее в Лондоне. Джозеф Эндорфер Юэн занимался переизданием многих работ XVIII—XIX веков о путешествиях по Северной Америке. Он написал предисловия к факсимиле книг Уильяма Дарлингтона, Хамфри Маршалла, Константина Сэмюэла Рафинеска, Джона Торри, Уильяма Бартрама, Луиджи Кастильони.
В 1967 году Юэн стал временным инструктором в Гавайском университете, в 1974 году — профессором. В 1978 и 1981 годах он был временным профессором Орегонского университета, в 1982 году — в Университете штата Огайо. В 1984 году Юэн некоторое время работал в Смитсоновском институте.
В 1980 году Юэн стал почётным доктором Тулейнского университета. С 1976 года он был членом Лондонского Линнеевского общества. В 1978 году он был удостоен медали Элуазы Пэйн Люкер Садоводческого клуба Америки, в 1986 году — медали основателя Общества истории естественной истории, в 1994 году — медали Генри Шо Ботанического сада Миссури.
В 1997 году Джозеф Юэн пережил инсульт. 5 декабря 1999 года он скончался в городе Мандевилл в Луизиане.

## Некоторые научные публикации
- Ewan, J.A. The genus Delphinium in North America: series Polligerae of subsection Subscaposa (англ.) // Bulletin of the Torrey Botanical Club : journal. — 1936. — Vol. 63, no. 6. — P. 327—342.

## Некоторые виды растений, названные в честь Дж. Юэна
- Ageratina ewanii H.Rob., 2003
- Asplundia ewanii Harling, 1958
- Centropogon ewanii E.Wimm., 1955
- Dicliptera ewanii Leonard, 1958
- Macrocarpaea ewaniana Weaver & J.R.Grant, 2003
- Peperomia ewanii Trel. & Yunck., 1950
- Piper ewanii Yunck., 1950